# Piece by Piece (켈리 클락슨의 음반)
Piece by Piece는 켈리 클락슨의 7번째 정규 앨범이다. 이 앨범은 2015년 2월 27일, RCA 레코드를 통해 발매되었다. 첫 크리스마스 앨범인 Wrapped in Red (2013) 다음에 발매되었고, Stronger (2011) 이후로 온전히 새로운 창작물로 구성된 앨범은 처음이다. 그리고 2002년 아메리칸 아이돌의 첫번째 시즌에서 우승하며 맺은 계약에서의 마지막 앨범이다.
Piece by Piece에서는 전에도 자주 작업했던 그렉 커스틴, 제시 섓킨, 제이슨 핼버트, 에릭 올슨, 크리스 데스테파노와 작업하였다. 클락슨은 임신중에도 이 앨범을 위해 5곡을 작곡하는 노력을 보였다. 또, 그녀는 시아, 매튜 코마, 모젤라, 보니 맥키, 데이비드 조스트, 세미 프레셔스 웨펀스(Semi Precious Weapons)의 리드 싱어 저스틴 트랜터, 그리고 전 코브라 스타십 멤버 라일랜드 블래킨턴과 작업하였다. Wrapped in Red의 오케스트라에 영향을 받아, 클락슨은 이 앨범이 그 자체로 영화 OST 앨범처럼 구성되기를 바랬다. 이 앨범은 콘셉트 앨범으로 구성되어 헤어짐, 개인적 노력, 평화 그리고 권리에 대한 주제로 이루어졌다. 이 앨범은 일렉트로팝, 오케스트라 팝, 파워 팝 그리고 일렉트로닉 댄스 뮤직으로 채워져 그녀의 전 앨범에서 주를 이루던 팝 록에서 떠났음을 알리고 있다. 이 앨범에는 존 레전드가 피쳐링으로 참여하였다.
Piece by Piece는 평론가들로부터  특히 보컬 부분에서 긍정적인 평가를 받았다. 한편 앨범의 프로덕션, 장황한 미디엄 템포 사용을 중점으로 혹평을 듣기도 했다. 실적상으로는 97,000장을 판매해 클락슨 앨범 중 빌보드 200에 1위로 데뷔한 3번째 앨범이 되었다. 이 앨범의 리드 싱글은 "Heartbeat Song"으로 2015년 1월에 발매되었으며, 빌보드 핫 100 차트에서 Top 30 안에 순위하였다. 이 앨범의 두번째 싱글인 "Invincible"은 2015년 5월에 발매되었다. 반면에 이 앨범의 타이틀곡은 아메리칸 아이돌 15시즌에서의 공연 후 8위로 데뷔하였다. 이 앨범의 후속 투어, Piece by Piece Tour는 2015년 7월 11일에 시작하였다. 2015년 12월 7일, Piece by Piece는 58회 그래미 상에서 베스트 팝 보컬 앨범 부분에 노미네이트되었다. 그녀는 이 부분에서 4번째 후보로 올랐으며, 이는 전에 후보 횟수에서 동률을 이루던 마돈나, 핑크, 사라 맥클라클런 그리고 저스틴 팀버레이크의 기록을 갱신한 것이다. 앨범의 리드싱글, "Heartbeat Song" 또한 58회 그래미상에서 베스트 팝 솔로 퍼포먼스 부분에 후보로 올랐다. 2016년 3월 4일, RCA는 Piece by Piece Remixed를 발매하였다. 이 앨범에는 10가지 리믹스 트랙이 수록되어 있다.

## 배경과 녹음

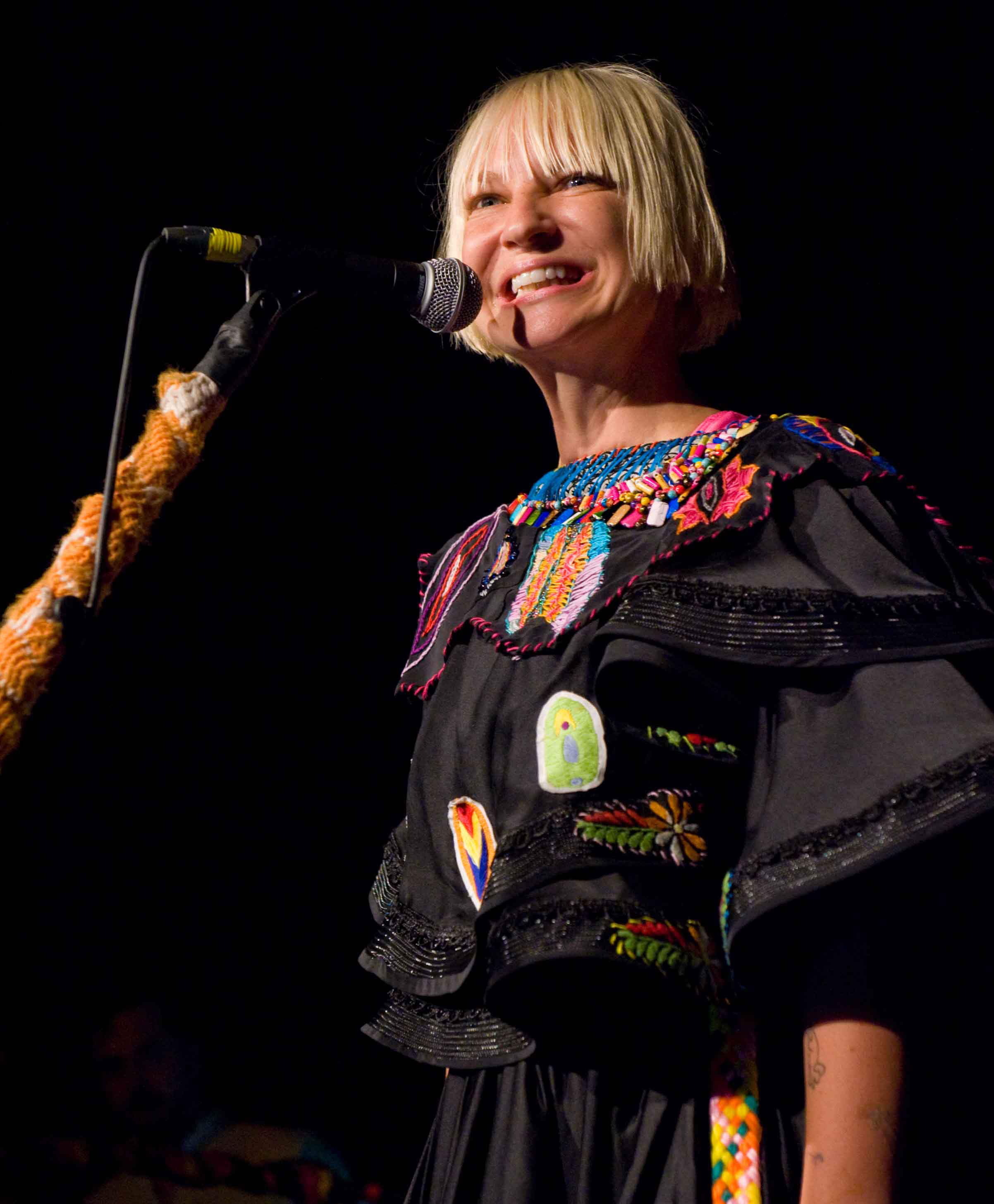
시아 (사진)는 Piece by Piece를 위해 처음으로 녹음한 곡은 그렉 커스틴과, 마지막으로 녹음한 곡은 제시 섓킨과 공동 작곡했다.

2013년 캘리 클락슨은 첫 크리스마스 앨범인 Wrapped in Red을 발매하면서 자신의 음악 활동 경력에 두번째 단계를 시작했음을 알렸다. 이 앨범의 제작 도중, 그녀는 로비 윌리엄스, 마티나 맥브라이드, 트리샤 이어우드와 함께 앨범 Swings Both Ways (2013), Everlasting (2014), PrizeFighter: Hit After Hit (2014)을 각각 작업했다.  빌보드매거진과의 인터뷰에서 클락슨은 팝과 컨트리 앨범을 여럿 발매할 의사를 나타냈다. 또한 RCA 레코드 경영진인 피터 에지는 2014년경 캘리 클락슨과 같이 인정받는 가수들에게 평가를 통해서 새로운 노래와 방향을 찾는 과정에 있다고 밝히기도 했다. 초반 음반 작업 단계는 2012년 6월에 시작됐고, 클락슨은 로드니 저킨스와 함께 예비 공동 작업 곡들을 녹음하기로 계약했다. 클락스는 "우리는 이미 작업하고 있다. 나는 노래를 언제든 찾아낼 수 있을지 모르기 때문에 항상 다음 앨범을 위해 작업하는 중이다"라고 밝혔다. 이 앨범은 RCA 레코드와 19 레코드와의 계약에서 마지막 앨범이며, 클락슨이 2002년 아메리칸 아이돌에서 우승했을 때 체결한 계약 사항에 따른 것이다.
Piece by Piece의 녹음은 클락슨이 마룬 파이브와 제 12회 혼다 시빅 투어에 참여하고 첫 아이를 임신하고 있을 때 이루어졌다. 제작 과정에서 클락슨은 앨범을 위해 20개가 넘는 곡을 모았다. Wrapped in Red 에 참여했던 제작팀 중 몇 명은 Piece By Piece에도 참여했다. 이들의 지휘는 Stronger에서 처음으로 작업했던 그렉 커스틴이 이끌었다. 클락슨의 지난 두 앨범에서 커스틴의 총괄 하에 작업에 참여했던 제시 섓킨은 이번 앨범에서도 두세개의 곡을 작업했다고 알려졌다. 그는 과도기를 "특히 가슴 아픈" 더 창의적인 역할이라고 설명했다. 커스틴과 섓킨과 자주 작업했던 시아또한 클락슨에게 곡을 줄 의사를 표명했다. Wrapped in Red에 참여했던 조지프 트래퍼니스 또한 앨범의 다섯 곡을 관현악단과 녹음하는 일을 끝냈다고 밝혔다.

## 구성

### 테마와 영향
Wrapped in Red에서 감명 받은 클락슨은 Piece by Piece의 모든 트랙이 사운드트랙같고, 또한 모든 트랙이 싱글로서의 잠재력을 가지기를 희망했다. 《사랑보다 아름다운 유혹》(1999)과 《러브 액츄얼리》(2003)의 OST로부터 영향을 받으면서, 그녀는 "전 OST를 사랑하고 '아, 이건 OST에 있었어야 해!'라는 이야기를 듣는걸 좋아해요. 당신은 영화를 그려볼 수 있죠. 전 항상 강렬한 오케스트라적 요소를 갖춘 음악을 원했어요."라고 말했다. 그녀는 그녀의 여러 가지 성격을 이용해 앨범을 "굉장한" 스토리를 가진 콘셉트 음반으로 만들었으며, 그 때문에 제목을 Piece by piece라고 지었다.

## 발매 형태
한정판 박스 세트의 부속품:
- 딜럭스 에디션 CD
- 17 조각 가사 퍼즐
- Piece by Piece Tour 할인 코드
- 홀로그램 호일을 붙인 박스

## 발매 역사
| 호주          | 2015년 2월 27일 | 소니 뮤직      | Deluxe         | 88875070862      | [ 16 ]       |        |  |  |
| 유럽          | 2015년 2월 27일 | 소니 뮤직      | Standard       | 88875070852      | [ 17 ]       |        |  |  |
| 유럽          | 2015년 2월 27일 | 소니 뮤직      | Deluxe         | 88875070862      | [ 16 ]       |        |  |  |
| 뉴질랜드      | 2015년 2월 27일 | 소니 뮤직      | Deluxe         | 88875070862      | [ 16 ]       |        |  |  |
| 아시아        | 2015년 3월 2일  | 소니 뮤직      | Deluxe         | 88875070862      | [ 18 ]       |        |  |  |
| 덴마크        | 2015년 3월 2일  | 소니 뮤직      | Deluxe         | 88875070862      | [ 18 ]       |        |  |  |
| 프랑스        | 2015년 3월 2일  | 소니 뮤직      | Deluxe         | 88875070862      | [ 18 ]       |        |  |  |
| 그리스        | 2015년 3월 2일  | 소니 뮤직      | Deluxe         | 88875070862      | [ 18 ]       |        |  |  |
| 헝가리        | 2015년 3월 2일  | 소니 뮤직      | Deluxe         | 88875070862      | [ 18 ]       |        |  |  |
| 노르웨이      | 2015년 3월 2일  | 소니 뮤직      | Deluxe         | 88875070862      | [ 18 ]       |        |  |  |
| 스페인        | 2015년 3월 2일  | 소니 뮤직      | Deluxe         | 88875070862      | [ 18 ]       |        |  |  |
| 영국          | 2015년 3월 2일  | RCA            | Deluxe         | 88875070862      | [ 18 ]       |        |  |  |
| 캐나다        | 2015년 3월 3일  | 소니 뮤직      | Standard       | 88875070852      | [ 19 ]       |        |  |  |
| 캐나다        | 2015년 3월 3일  | 소니 뮤직      | Deluxe         | 88875070862      | [ 20 ]       |        |  |  |
| 이탈리아      | 2015년 3월 3일  | 소니 뮤직      | Deluxe         | 88875070862      | [ 20 ]       |        |  |  |
| 일본          | 2015년 3월 3일  | 소니 뮤직 재팬 | Deluxe         | 88875070862      | [ 20 ]       |        |  |  |
| 라틴 아메리카 | 2015년 3월 3일  | 소니 뮤직      | Deluxe         | 88875070862      | [ 20 ]       |        |  |  |
| 포르투갈      | 2015년 3월 3일  | 소니 뮤직      | Deluxe         | 88875070862      | [ 20 ]       |        |  |  |
| 미국          | 2015년 3월 3일  | Standard       | 88875070852    | [ 19 ]           |              |        |  |  |
| 미국          | 2015년 3월 3일  | Deluxe         | 88875070862    | [ 20 ]           |              |        |  |  |
| 전 세계       | 2015년 3월 3일  | Box set        | 소니 뮤직      | Limited          | 888750722225 | [ 15 ] |  |  |
| 브라질        | 2015년 3월 10일 | CD             | 소니 뮤직      | Deluxe           | 88875070862  | [ 21 ] |  |  |
| 영국          | 2015년 3월 23일 | 2×LP           | RCA            | Deluxe           | 88875070861  | [ 22 ] |  |  |
| 미국          | 2015년 3월 24일 | 2×LP           | [ 21 ]         | Deluxe           | 88875070861  |        |  |  |
| 일본          | 2015년 3월 25일 | CD             | 소니 뮤직 재팬 | Japanese edition | SICP-4400    | [ 23 ] |  |  |
| 일본          | 2015년 3월 31일 | 2×LP           | 소니 뮤직 재팬 | Deluxe           | 88875070861  | [ 24 ] |  |  |
| 일본          | 2015년 3월 31일 | 2×CD Box set   | 소니 뮤직 재팬 | Limited          | 888750722225 | [ 25 ] |  |  |
| 유럽          | 2015년 4월 10일 | 2×LP           | 소니 뮤직      | Deluxe           | 88875070861  | [ 26 ] |  |  |
| 전 세계       | 2016년 3월 4일  | 소니 뮤직      | Deluxe 재발매  | 886445785272     | [ 27 ]       |        |  |  |